# Rhododendron ferrugineux
Rhododendron ferrugineum
Ne doit pas être confondu avec Laurier-rose.
Espèce
Classification phylogénétique
Statut de conservation UICN

 LC  : Préoccupation mineure
Le Rhododendron ferrugineux (Rhododendron ferrugineum), également appelé Laurier-rose des Alpes, Rosage ou Rose des Alpes, est une espèce de plantes à fleurs de la famille des Éricacées.

## Description
Ce Rhododendron est un arbuste sempervirent à longue durée de vie (pouvant atteindre 300 ans au moins), qui domine et structure des landes à éricacées sur les versants nord à nord-ouest de l’étage subalpin (1 400 m-2 400 m). Sa floraison spectaculaire (en moyenne 300 inflorescences de 5 à 22 fleurs/m2) et sa croissance débutent simultanément environ 15 jours après la fonte des neiges et se déroulent sur à peine plus d’un mois lorsque les conditions climatiques lui sont favorables (entre fin mai et début août selon les altitudes).
Il forme des buissons de 30 à 120 cm de hauteur, épousant les formes du relief.
Les feuilles sont persistantes, glabres à bord entier non cilié, de couleur vert foncé. Elles présentent une couleur rouille sur leur revers, ce qui a donné le nom à l'espèce.
Les fleurs sont odorantes d'un beau rose vif, groupées par 6 à 10 à l'extrémité des rameaux. La floraison s'étale de juin à août.
Il peut être porteur de la galle Exobasidium rhododendri.

## Habitat
Il pousse dans les rocailles, pelouses et bois clairs sur les sols acides des versants nord des montagnes, au-dessus de la limite des arbres de l'étage alpin.

## Toxicité
Il renferme de l'arbutine, de l'aricoline et de rhodoxanthine. Ils sont considérés de toxicité moyenne, provoquent des vomissements, des troubles digestifs divers, des troubles nerveux, respiratoires et cardiovasculaires.

## Statut de protection
Cette plante ne bénéficie pas de mesure de protection particulière.